# Pelican Point (Swan-folyó)
Koordináták: d. sz. 31° 59′ 13″, k. h. 115° 49′ 40″31.987000°S 115.827700°E

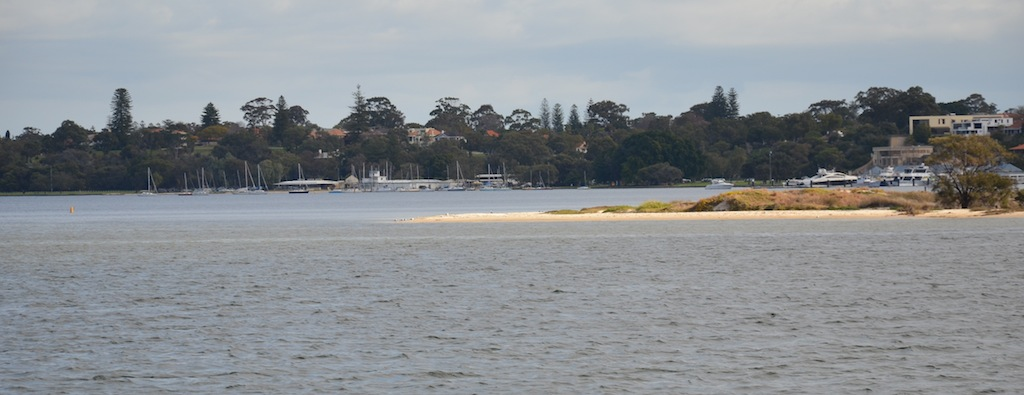
Point Currie avagy a Pelican Point északkeletről

A Pelican Point kiemelt földrajzi pont és természetvédelmi terület Perth-ben, a Swan folyón, a Nyugat-Ausztráliai Egyetem közelében lévő Matilda-öbölben. A terület a kiszögellés csúcsánál, a homokpadokon megpihenő pelikánokról kapta a nevét.
A Pelican Pointot korábban az Ausztrália felfedezésében kulcsszerepet játszó Currie kapitány után Point Currie-nek nevezték; ő 1829-ben kapott földterületet a folyóparton, ami később Crawley városrészként vált ismertté.
A kiszögellés tengelyétől délre fekvő rész madaraknak fenntartott védett terület, menedék. Az északi részen található a Royal Perth jachtklub és a Mounts Bay vitorlásklub, valamint a Pelican Point „Sea Scouts” elnevezésű cserkészcsapatának a központja és egy közhasználatú, hajók vízre bocsátását szolgáló rámpa.  A szomszédos Hackett Drive-ról egy, az Australia II versenyjachtról elkeresztelt út vezet a partra.
A második világháború alatt a terület az Amerikai Egyesült Államok haditengerészetének a bázisaként szolgált, Catalina hidroplánok állomásoztak itt.

## Fordítás
Ez a szócikk részben vagy egészben  a   Pelican Point (Swan River) című angol Wikipédia-szócikk ezen változatának fordításán alapul.  Az eredeti cikk szerkesztőit annak laptörténete sorolja fel. Ez a jelzés csupán a megfogalmazás eredetét és a szerzői jogokat jelzi, nem szolgál a cikkben szereplő információk forrásmegjelöléseként.